# Snakes & Arrows
Snakes & Arrows är det artonde studioalbumet av den kanadensiska powertrion Rush, släppt den 1 maj 2007.

## Om albumet

### LåtenFar cry
Låten 5:21 minuter lång och släpptes först som singel 12 mars 2007.
Rush spelade "Far Cry" på deras sista konsert den 1 augusti 2015. Totalt spelade de låten 302 gånger.

### LåtenSpindrift
Låten är 5:24 minuter lång och spelades bara live under Snakes & Arrows turnén. Totalt spelades 'Spindrift 113 gånger live.

### LåtenThe Main Monkey Business
En av albumets tre instrumentala låtar. Den är 6:01 minuter lång.
Låtens titel The Main Monkey Business kommer från någonting som basisten Geddy Lees mamma brukade säga för att beskriva någon som är "up to no good". Rush spelade "The Main Monkey Business" live 148 gånger. Bandet spelade låten på deras sista konsert den 1 augusti 2015.

### LåtenHope
En av albumets tre instrumentala låtar. Den är 2:03 minuter lång, och därmed än av bandets kortaste låtar.
Trummisen Neil Peart sa att titeln Hope kom ifrån refrängen till låten Faithless från samma album.
Rush spelade "Hope" live endast på Snakes & Arrows turnén. Totalt spelades den 113 gånger.

### LåtenFaithless
Låten är 5:31 minuter lång. Den spelades inte live på Snakes & Arrows-turnén. Den spelades istället live första gången den 29 juni 2010, tre år efter det att albumet hade släppts. Totalt spelade Rush Faithless live 82 gånger. Den sista gången bandet spelade låten var den 2 juli 2011.

## Låtlista
1. "Far Cry" - 5:19
2. "Armor and Sword" - 6:36
3. "Workin' Them Angels" - 4:47
4. "The Larger Bowl" - 4:07
5. "Spindrift" - 5:24
6. "The Main Monkey Business" - 6:01
7. "The Way the Wind Blows" - 6:28
8. "Hope" - 2:02
9. "Faithless" - 5:31
10. "Bravest Face" - 5:12
11. "Good News First" - 4:52
12. "Malignant Narcissism" - 2:17
13. "We Hold On" - 4:13